# The Stranger (EP)
The Stranger es el tercer EP de la banda británica de punk rock Creeper. Fue grabado en The Ranch Production House en Southampton con el productor Neil Kennedy, fue lanzado el 19 de febrero de 2016 por Roadrunner Records. El EP fue el primer lanzamiento de la banda para graficar, alcanzando los diez primeros de la lista británica de Rock & Metal Albums. "Black Mass" y "Astral Projection" fueron lanzados como videos musicales.
El material para The Stranger fue escrito principalmente por el vocalista de Creeper Will Gould y el guitarrista Ian Miles, tras la salida del segundo guitarrista y cantante frecuente Sina Nemati en diciembre de 2015. El EP es el primero en ofrecer contribuciones de Oliver Burdett, que reemplazó a Nemati, como Así como la tecladista y vocalista Hannah Greenwood, que anteriormente había sido un miembro de gira de la banda.
The Stranger recibió críticas positivas de la mayoría de los críticos musicales, quienes elogiaron al EP en línea con Creeper de 2014 y The Callous Heart del 2015 como una indicación del potencial éxito futuro de la banda. Canciones como "Black Mass", " Misery " y "Astral Projection" en particular fueron destacadas como algunas de las mejores canciones del año por múltiples publicaciones, ganando Creeper una serie de nominaciones de premios.

## Lista de canciones
| N.º | Título               | Escritor(es) | Duración |  |
| 1.  | «The Secret Society» | Will Gould   | 2:43     |  |
| 2.  | «Valentine»          | Gould        | 3:25     |  |
| 3.  | «Black Mass»         | Gould        | 2:21     |  |
| 4.  | «Misery»             | Gould        | 3:50     |  |
| 5.  | «Astral Projection»  | Gould        | 3:57     |  |

## Posicionamiento en lista
| Lista (2016)                 | Posición |
| ---------------------------- | -------- |
| UK Albums (OCC)              | 130      |
| UK Album Downloads (OCC)     | 59       |
| UK Rock & Metal Albums (OCC) | 9        |
| UK Album Sales (OCC)         | 84       |
| UK Vinyl Albums (OCC)        | 7        |

## Personal
- Will Gould - voz
- Ian Miles - guitarra, coros
- Hannah Greenwood - teclado
- Sean Scott - bajo
- Dan Bratton - batería
- Neil Kennedy - producción, ingeniería